# ノースポート (フロリダ州)
ノースポート （英: North Port）は、アメリカ合衆国フロリダ州のサラソータ郡にある都市。人口は7万4793人（2020年）。ノースポート・ブレイデントン・サラソータ都市圏に属している。
元々、ジェネラル・デベロプメント・コーポレーションによるポートシャーロット開発の北部、すなわちサラソータ郡に入る部分として開発された。ジェネラル・デベロプメント・コーポレーションは「ノースポートシャーロット」と名付けており、1959年にフロリダ州議会の特別法により、その名前で法人化された。しかし1974年に行われた住民投票で、住民は単にノースポートと改名することを承認し、ポートシャーロットとの違いを明白にした。

## 地理
ノースポートは北緯27度03分58秒 西経82度10分19秒 / 北緯27.066004度 西経82.172024度に位置している。
ノースポートは急速に成長している自治体であり、広範な道路網にそって大規模な住宅地区に分割されている。近くに著名な温泉があり、重要な住宅地でもあったウォームミネラルスプリングスと呼ばれた地域などを併合してきた。
アメリカ合衆国国勢調査局に拠れば、市域全面積は75.5平方マイル (195.5 km2)であり、このうち陸地74.8平方マイル (193.7 km2)、水域は0.8平方マイル (2.1 km2)で水域率は1.02%である
市内にはリトル・ソルト・スプリングがある。

## 人口動態
以下は2010年の国勢調査による人口統計データである。
| 基礎データ - 人口: 57,357 人 - 世帯数: 22,431 世帯 - 家族数: 16,191 家族 - 人口密度: 293.1人/km2（758.7 人/mi2） - 住居数: 27.986 軒 - 住居密度: 143軒/km2（370.2軒/mi2） 人種別人口構成 - 白人: 87.6% - アフリカン・アメリカン: 7% - ネイティブ・アメリカン: 0.3% - アジア人: 1.2% - 太平洋諸島系: 0.1% - その他の人種: 1.7% - 混血: 2.2% - ヒスパニック・ラテン系: 8.7% | 年齢別人口構成 - 20歳未満: 26.4% - 20-24歳: 4.4% - 25-44歳: 24.7% - 45-64歳: 26.5% - 65歳以上: 1.9% - 年齢の中央値: 41歳 - 性比（女性100人あたり男性の人口） - 総人口: 94.2 - 20歳以上: 97.3 世帯と家族（対世帯数） - 18歳未満の子供がいる: 49.6% - 結婚・同居している夫婦: 56.3% - 未婚・離婚・死別女性が世帯主: 11.2% - 非家族世帯: 27.8% - 単身世帯: 21.6% - 65歳以上の老人1人暮らし: 9.8% - 平均構成人数 - 世帯: 2.55人 - 家族: 2.95人 | 収入と家計（2000年データ） - 収入の中央値 - 世帯: 36,560米ドル（2010年では44,925米ドル） - 家族: 40,594米ドル - 性別 - 男性: 28,534米ドル - 女性: 22,135米ドル - 人口1人あたり収入: 16,836米ドル - 貧困線以下 - 対人口: 8.3% - 対家族数: 5.6% - 18歳未満: 10.0% - 65歳以上: 8.8% |

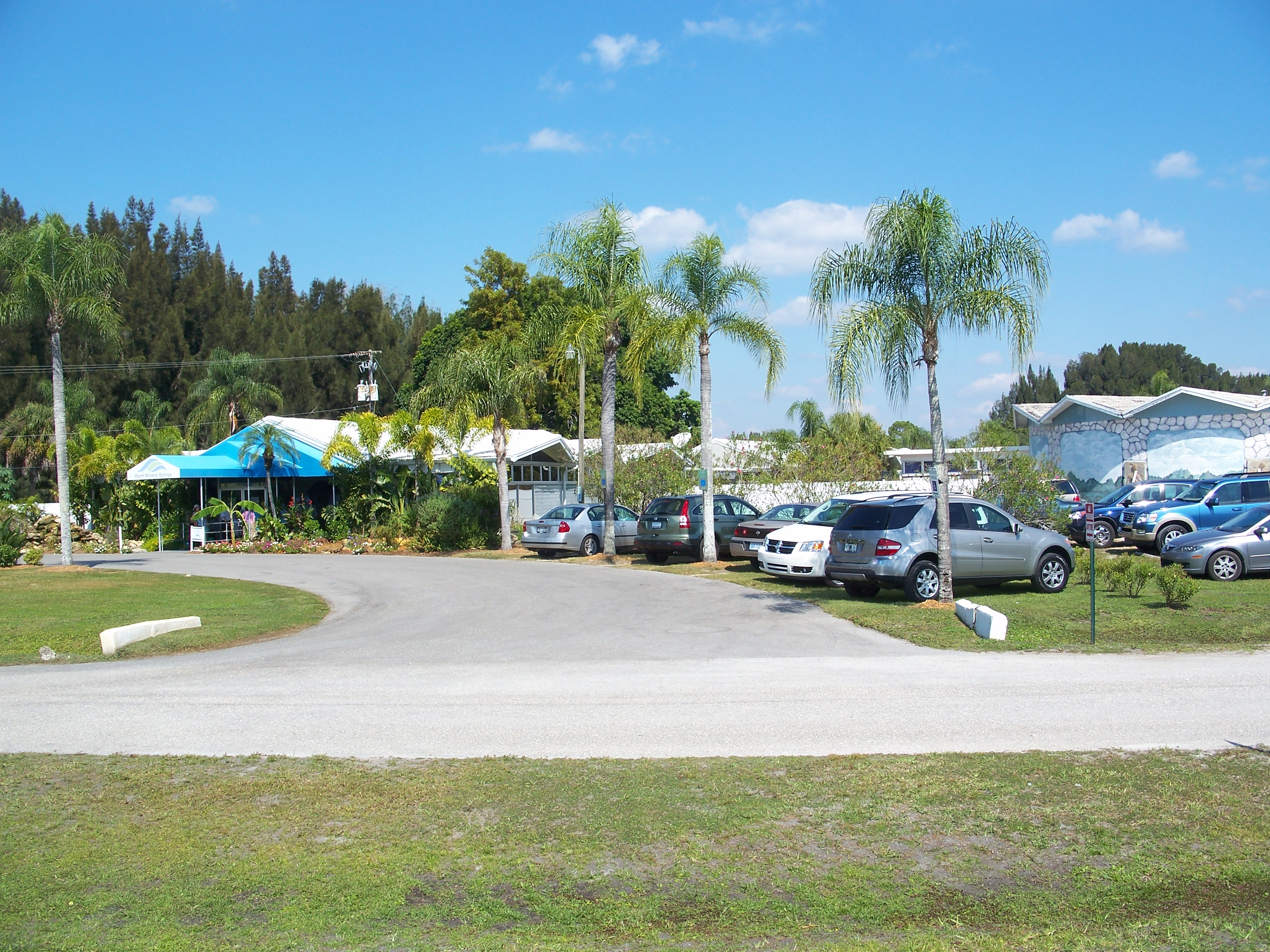
ウォームミネラルスプリングス

## 教育
2011年2月12日時点で、ノースポートには小学校5校、公立チャータースクール1校、中学校2校、高校1校、カレッジ教育施設1校がある。下はそのリストである
As of February 12, 2011:
- トレド・ブレード小学校（幼稚園から5年生）
- グレナレン小学校（幼稚園から5年生）
- クランベリー小学校（幼稚園から5年生）
- アットウォーター小学校（幼稚園から5年生）
- ラマーク小学校（幼稚園から5年生）
- イマジン・スクール・オブ・ノースポート（幼稚園から11年生）
- ヘロンクリーク中学校（6年生から8年生）
- ウッドランド中学校（6年生から8年生）
- ノースポート高校（9年生から12年生）
- USFサラソータ・マナティ・アット・ノースポート